# Vultocinidae
Vultocinidae is een monotypische familie van krabben, behorende tot de superfamilie Goneplacoidea.

## Systematiek
Deze familie omvat slechts één geslacht: 
- Vultocinus Ng & Manuel-Santos, 2007